# Rüxleben (Adelsgeschlecht)
Rüxleben ist ein Adelsgeschlecht aus Thüringen mit dem gleichnamigen Stammhaus Rüxleben bei Kleinfurra in der früheren Grafschaft Hohenstein.

## Geschichte
Der Ort wird 1143 erstmals als Rugersleyben genannt. Im darauffolgenden Jahrhundert wird 1235 erstmals mit Heinricus de Rockersleve ein Vertreter der Adelsfamilie greifbar. Friedrich von Rüxleben war 1396 Schultheiß von Nordhausen, seine Nachkommen waren im 19. Jahrhundert in Grüningen bei Weißensee ansässig.
Die Fürsten von Schwarzburg-Sondershausen bestätigten am 1. September 1896 Hans Otto von Rüxleben die Erhebung in den Freiherrenstand.

## Besitzungen
Zu den Besitzungen der Familie gehörte neben Rüxleben auch Bösenrode und Abgunst (Auleben), ferner das hinterpommersche Schwirsen. Baron Walter von Rüxleben, Kammerherr und Hauptmann a. D. bewohnte mit seiner Frau Elsa von Deichmann bis 1945 das Schloss Rottleben im heutigen Kyffhäuserkreis.

## Wappen
Blasonierung
Von Silber und Schwarz geteilt, auf dem Helm zwei geteilte Büffelhörner, oben Silber unten Schwarz. Die Helmdecken sind schwarz-silber. Das Wappen der hessischen Linie hat auf dem Helm Schwarz und Silber geviertete Büffelhörner, mit je vier silbernen Spießen mit goldenen Stangen.
Historische Wappenbilder bei Siebmacher

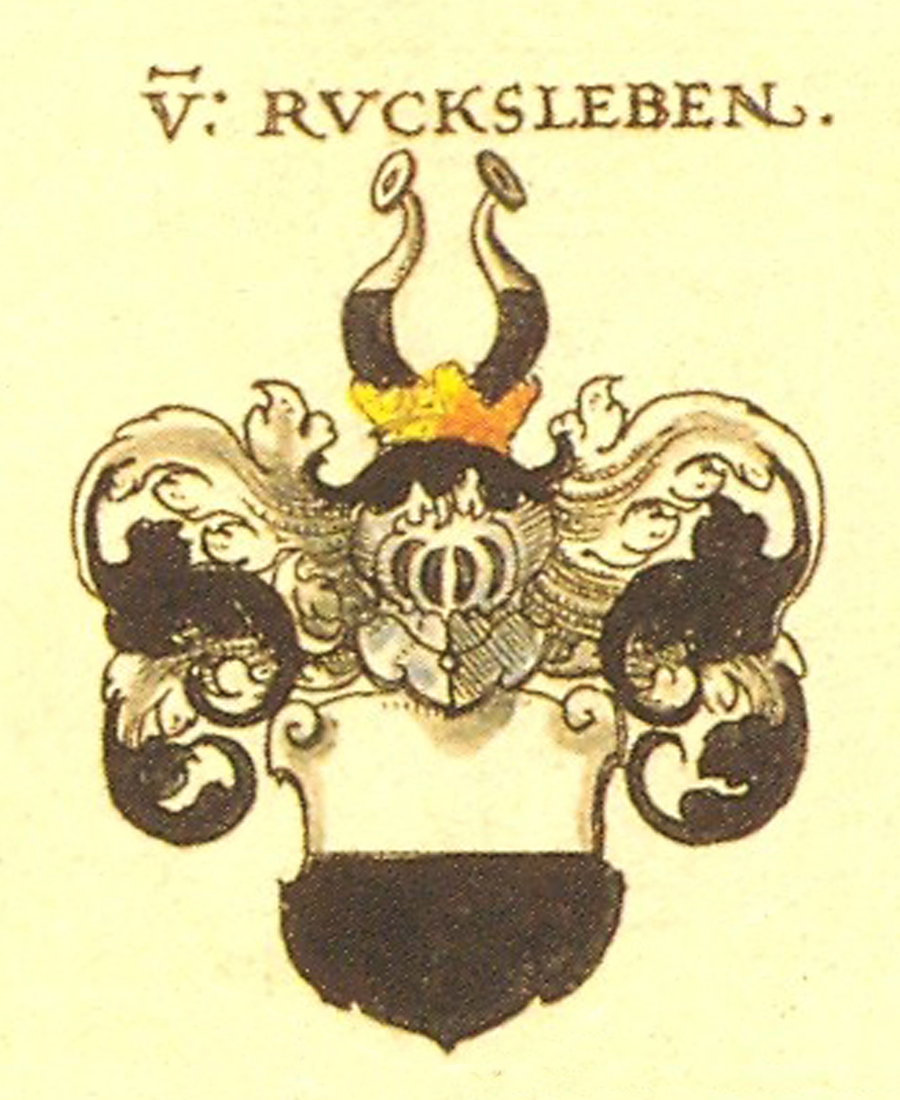
Wappen derer von Rüxleben
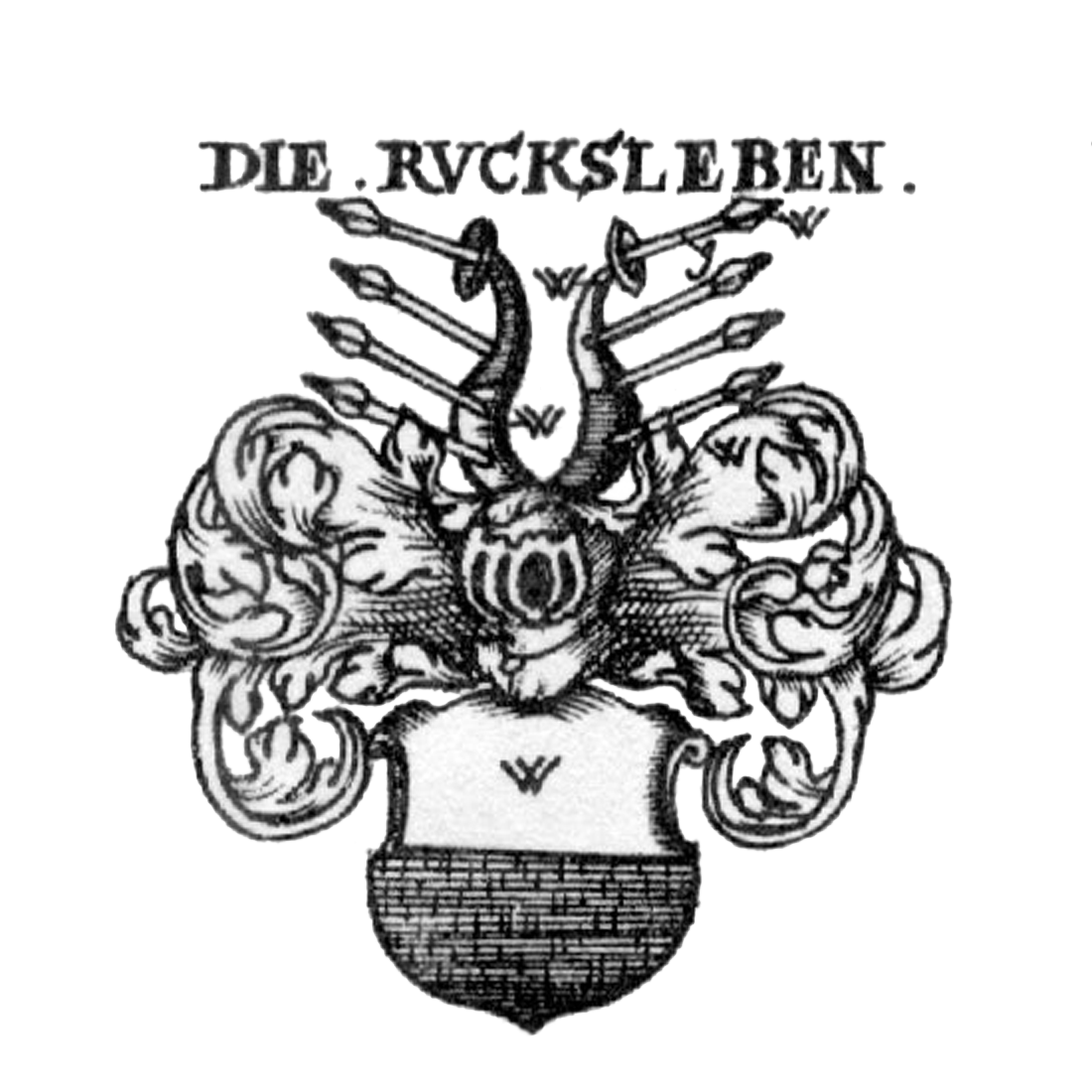
Wappen derer von Rüxleben in Hessen

## Persönlichkeiten
- Cornelius von Rüxleben (um 1525–1590), sächsischer Forst- und Landjägermeister
- Gerda von Rüxleben (* 1921 als Gerda Katharina Wilhelmina Arnold), deutsche Schauspielerin, Dialogautorin und Synchronregisseurin
- Leonie von Rüxleben (1920–2005), deutsche Kunstsammlerin